# Akkaya, Çukurca
Akkaya là một xã thuộc huyện Çukurca, tỉnh Hakkâri, Thổ Nhĩ Kỳ. Dân số thời điểm năm 2011 là 906 người.